# Northland
Northland (maorski: Te Tai-tokerau, Te Hiku-o-te-Ika) je jedna od 16 regija u Novom Zelandu.

## Zemljopis
Regija se nalazi na sjeveru Sjevernog otoka. Površina joj iznosi 13.789 km².

## Administrativna podjela
Središte regije je grad Whangarei, a podjeljena je na tri distrikta.
- Far North
- Whangarei
- Kaipara

## Stanovništvo
Prema popisu stanovništva iz 2011. godine u regiji živi 158.200 stanovnika pola stanovništva živi u urbanim, a pola u ruralnim sredinama. Najviše stanovnika živi u glavnom gradu regije Whangarei 52.200. U regiji živi 43.530 Maora što je 7,7% od svih Maora u Novom Zelandu. Značajan dio stanovništva čine i Dalmatinci posebno oko gradova Dargavilla i Kaitaia.

## Vanjske poveznice
- Službena stranica regije